# Franciszek Garczyński
Franciszek Garczyński herbu własnego (zm. 1812) – pułkownik wojsk polskich Księstwa Warszawskiego.

## Pochodzenie
Ojciec jego, Stefan, był generałem i adiutantem króla Stanisława Augusta Poniatowskiego, a matka Weronika pochodziła z rodziny Krzyckich. Jego braćmi byli: Antoni, prefekt departamentu kaliskiego Księstwa Warszawskiego, Jan Nepomucen, uczestnik insurekcji kościuszkowskiej i oficer Legionów Polskich oraz Stefan, w 1813 podprefekt powiatu krotoszyńskiego.
Dziadek, również Stefan, piastował urząd wojewody poznańskiego.

## Życiorys
W 1794 Franciszek Garczyński jako rotmistrz pułku kawalerii narodowej Garczyńskich wziął udział w powstaniu wielkopolskim. Po upadku I Rzeczypospolitej służył w wojsku pruskim, w którym został majorem. W 1806 z rąk gen. Jana Henryka Dąbrowskiego otrzymał patent pułkownika i dowództwo 2 pułku strzelców konnych. Na czele pułku w 1807 wziął udział w walkach początkowo w Krajnie, a potem na Pomorzu. Zadania do działań w Krajnie postawił mu osobiście Dąbrowski. Ich realizację rozpoczął 23 stycznia 1807 r. 26 stycznia był w Łobżenicy. Rozwinął działalność patrolową i zwiadowczą, jednocześnie wszędzie zbierał po okolicy pruskich dezerterów, maruderów oraz pozostawioną broń. Z ochotników sformował własny oddział piechoty. 27 stycznia zajął Piłę. 2 lutego Wałcz. Z Wałcza wysłał liczne patrole rozpoznawcze, którymi objął dość duży obszar aż do Choszczna i Drezdenka. Możliwe, że patrole te docierały również do Tuczna, Drawna i Połczyna Zdroju.
W rozkazie z 5 lutego 1807 r. gen. Dąbrowski przydzielił płk. Garczyńskiemu dodatkowych 130 kawalerzystów. Zgodnie z zadaniem, pułk miał opanować sytuację na ziemi wałeckiej, po czym przemieścić się na Kołobrzeg. Jednak kolejne rozkazy zmieniły zadania pułku i poprzez Okonek i Szczecinek, przeszedł w rejon działania zgrupowania gen. Kosińskiego. W konsekwencji ta decyzja doprowadziła do zamiany nastawienia płk. Garczyńskiego i 11 lutego w Człuchowie w meldunku do gen. Axamitowskiego poprosił o zwolnienie ze służby. Zanim to nastąpiło, brał udział w akcji gen. Sokolnickiego na Słupsk. W dniach 17/18 lutego przegrupował się po trasie Rekowo, Bytów, Kołczygłowy, Kobylnica. W południe 18 lutego, po minięciu Kobylnicy, stoczył potyczkę z patrolem pruskim. Następnie podszedł pod Słupsk. Około godziny 23.00 opanował Bramę Nową i wdarł się do miasta. Płk Garczyński osiągnął sukces swego życia, gdyż zajął w krótkim czasie prawie cały Słupsk, łącznie z trzema bramami. Niestety po tym sukcesie na mocy rozkazu gen. Sokolnickiego musiał się z miasta wycofać. Do Słupska wkroczył razem z innymi polskimi oddziałami 19 lutego po godz. 11.00. Do 22 lutego wykonywał zadania okupacyjne. Następnie razem z 2 pułkiem odszedł pod Gdańsk. Tam otrzymał dymisję. Niedługo potem, wiosną 1807 r., po włączeniu do 5 Pułku Strzelców Konnych przestał istnieć jego 2 psk. Dzięki protekcji gen. Dąbrowskiego, płk Garczyński został mianowany komendantem placu w Rawiczu. Poseł na Sejm Księstwa Warszawskiego z powiatu krobskiego departamentu poznańskiego. Zmarł w 1812 r. jako bankrut.
Był bardzo trudnego charakteru, niezdyscyplinowany i kłótliwy, lecz pozytywną rolę jaką odegrał w 1807 roku trudno jest nawet dziś przecenić. Jego syn Stefan był oficerem WP i adiutantem gen. Umińskiego w powstaniu listopadowym oraz dość popularnym poetą. Napisał Wacława dzieje. Na podstawie jego relacji Adam Mickiewicz napisał Redutę Ordona.

## Upamiętnienie
Decyzją z dnia 5 września 2019 r. Ministra Obrony Narodowej płk Franciszek Garczyński został patronem 104. Batalionu Logistycznego Brygady Wsparcia Dowodzenia Wielonarodowego Korpusu Północny-Wschód.